# Алан (Бурятія)
Алан (рос. Алан) — улус Хоринського району, Бурятії Росії. Входить до складу Сільського поселення Хоринське.
Населення — 323 особи (2015 рік).

## Відомі особистості
В поселенні народилась:
- Цирен-Дулма Дондокова (1911—2001) — бурятська поетеса, прозаїк, драматургиня, перекладачка.